# Ikumi Hisamatsu
Ikumi Hisamtasu (久松 郁実 Hisamatsu Ikumi?,  Tokio, Japón, 18 de febrero de 1996) es una actriz, gravure idol, modelo y tarento japonesa, afiliada a Incent.

## Biografía
Hisamatsu nació el 18 de febrero de 1996 en Tokio, Japón. Después de haber sido descubierta en Harajuku, trabajó como modelo exclusiva para la revista Hanachu en 2008. Hisamatsu más tarde se convirtió en modelo exclusiva para CanCam a partir del número de octubre, publicado en agosto de 2012. También se convirtió en miembro de Koi Miha, que fue formado en ese número.
En noviembre de 2013, Hisamatsu se convirtió en la "Sanai Swimsuit Image Girl" de 2014. Se graduó de la escuela Secundaria Nikaido. En abril de 2014, ingresó luego al curso de administración de la Universidad de Asia.

## Filmografía

### Televisión
| Año  | Título                        | Role                       | Cadena   | Episodio |
| ---- | ----------------------------- | -------------------------- | -------- | -------- |
| 2012 | 13-Sai no Hello Work          | Female high school student | TV Asahi | 1        |
| 2014 | GTO                           | Yui Maeda                  | KTV      |          |
| 2014 | Gomen ne Seishun!             | Rie Sakuma                 | TBS      |          |
| 2016 | Yamikin Ushijima-kun Season 3 | Erika                      | MBS      |          |
| 2016 | Love Love Alien               | Chizuru Tasahara           | Fuji TV  |          |
| 2016 | Cock Keibu no Bansan-kai      | Momo                       | TBS      |          |

#### Show de variedades
| Año  | Título                                                     | Cadena   | Notas                               | Ref.   |
| ---- | ---------------------------------------------------------- | -------- | ----------------------------------- | ------ |
| 2009 | Tokyo Kawaii TV                                            | NHK-G    |                                     |        |
| 2010 | Kētai Gachi Chūgakusei no Honne o Kiite                    | NHK-E    |                                     |        |
| 2011 | N Com Magazine "Hamori-tai"                                | NHK-E    | Capítán Hamori                      |        |
| 2012 | Oto Ryūmon                                                 | NTV      |                                     |        |
| 2013 | Mezamashi TV                                               | Fuji TV  | "Imadoki", Imadoki Girl             |        |
| 2014 | Tsubokko                                                   | TBS      |                                     |        |
| 2014 | Down Town DX                                               | YTV      |                                     |        |
| 2014 | Ponkotsu & Summers                                         | TV Tokyo | Ponkotsu Girl                       |        |
| 2015 | Sunday Japon                                               | TBS      |                                     |        |
| 2015 | Emi Kamisama wa Totsuzen ni...                             | NTV      |                                     |        |
| 2015 | Nakai no Mado                                              | NTV      |                                     |        |
| 2015 | Goddotan                                                   | TV Tokyo |                                     |        |
| 2015 | Kon'no, Ima kara Odoru tte yo                              | TV Tokyo |                                     |        |
| 2015 | Summer Girls in Nanana Beach                               | TV Tokyo | MC con Miwako Kakei y Monica Sahara | [ 8 ]  |
| 2015 | Suiyōbi no Downtown                                        | TBS      |                                     |        |
| 2015 | Birdman Rally 2015                                         | YTV      |                                     |        |
| 2015 | Pre-Batt!                                                  | MBS      |                                     |        |
| 2015 | IQ Venus: Tensai JK Nihon Ichi Kettei-sen                  | TV Tokyo |                                     |        |
| 2016 | Ikumi Hisamatsu: Hatachi made ni Shitai koto               | BS Fuji  |                                     |        |
| 2016 | Love Gol                                                   | Sun      | Regular                             |        |
| 2016 | Bi Muscle on the Beach -Ī Onna o tsukuru Natsu 2016-       | TV Tokyo | MC con Keisuke Okada y Aya Asahina  | [ 9 ]  |
| 2016 | Hashimoto × Hatori no Bangumi                              | TV Asahi | Audiencia                           |        |
| 2017 | Ikumi Hisamatsu: Tabi iku'! in New Caledonia               | BS Fuji  |                                     | [ 10 ] |
| 2017 | Densha & Bus de Iku! Sōshun no Izuhantō sugo ro ku no Tabi | TV Tokyo |                                     |        |
| 2017 | Odoru! Sanma Goden!!                                       | NTV      |                                     |        |

### Radio
| Año  | Título             | Cadena    | Notas   |
| ---- | ------------------ | --------- | ------- |
| 2016 | Appare yatte māsu! | MBS Radio | Regular |

### Películas
| Año  | Título                        | Papel         | Ref.   |
| ---- | ----------------------------- | ------------- | ------ |
| 2009 | Keitai Kareshi                | Kazue Osanai  |        |
| 2015 | Ao Oni                        | Mika          | [ 11 ] |
| 2015 | Tokyo PR Woman                | Saki Mitamura | [ 12 ] |
| 2016 | Sakurano Ame                  | Ruhu Mizuki   | [ 13 ] |
| 2016 | Shiratori Reiko de Gozaimasu! | Rumi Masuda   |        |
| 2016 | Mogura no Uta                 | Chillin       |        |